# Southern California Open 2013
Southern California Open 2013 byl tenisový turnaj pořádaný jako součást ženského okruhu WTA Tour, který se hrál na otevřených dvorcích s tvrdým povrchem v areálu La Costa Resort and Spa. Konal se mezi 29. červencem až 5. srpnem 2013 v americkém městě Carlsbad jako 4. ročník turnaje. Představoval druhý díl US Open Series 2013 hrané na amerických betonech.
Turnaj s rozpočtem 795 707 dolarů patřil do kategorie WTA Premier Tournaments. Nejvýše nasazenou hráčkou byla světová trojka Viktoria Azarenková ze Běloruska, která ve finále podlehla Australance Samanthě Stosurové.
Soutěží čtyřhry se podruhé do profesionálního tenisu vrátila bývalá světová jednička ve dvouhře i čtyřhře Martina Hingisová, Švýcarka narozená v Československu. Tenisovou kariéru předtím ukončila v listopadu 2007. Její spoluhráčkou se stala Slovenka Daniela Hantuchová, s níž došla do druhého kola., kde vypadly s pozdějšími vítězkami Raquel Kopsovou-Jonesovou a Abigail Spearsovou.
V letech 2010–2012 nesl turnaj název Mercury Insurance Open.

## Ženská dvouhra

### Nasazení
| Stát      | Hráčka                    | WTA1) | Nasazení |
| --------- | ------------------------- | ----- | -------- |
| Bělorusko | Viktoria Azarenková       | 3.    | 1.       |
| Polsko    | Agnieszka Radwańská       | 4.    | 2.       |
| Česko     | Petra Kvitová             | 7.    | 3.       |
| Itálie    | Roberta Vinciová          | 11.   | 4.       |
| Austrálie | Samantha Stosurová        | 13.   | 5.       |
| Srbsko    | Jelena Jankovićová        | 16.   | 6.       |
| Srbsko    | Ana Ivanovićová           | 17.   | 7.       |
| Španělsko | Carla Suárezová Navarrová | 19.   | 8.       |

- 1) Žebříček WTA k 22. červenci 2013.

### Jiné formy účasti
Následující hráčky obdržely divokou kartu do hlavní soutěže:
- Allie Kiicková
- Virginie Razzanová
- Samantha Stosurová

Následující hráčky si zajistily postup do hlavní soutěže v kvalifikaci:
- Marina Erakovicová
- Sačie Išizuová
- Sesil Karatančevová
- Coco Vandewegheová

### Odhlášení
před zahájením turnaje
- Marion Bartoliová (hamstring injury)
- Kirsten Flipkensová
- Bojana Jovanovská
- Kristina Mladenovicová
- Anastasija Pavljučenkovová

## Ženská čtyřhra

### Nasazení
| Stát          | Hráčka                  | Stát          | Hráčka                       | WTA1) | Nasazení |
| ------------- | ----------------------- | ------------- | ---------------------------- | ----- | -------- |
| Německo       | Anna-Lena Grönefeldová  | Česko         | Květa Peschkeová             | 25.   | 1.       |
| Spojené státy | Liezel Huberová         | Španělsko     | Nuria Llagosteraová Vivesová | 40.   | 2.       |
| Spojené státy | Raquel Kopsová-Jonesová | Spojené státy | Abigail Spearsová            | 44.   | 3.       |
| Srbsko        | Jelena Jankovićová      | Slovinsko     | Katarina Srebotniková        | 49.   | 4.       |

- 1) Žebříček WTA k 22. červenci 2013; číslo je součtem umístění obou členek páru.

### Jiné formy účasti
Následující páry obdržely divokou kartu do hlavní soutěže:
- Daniela Hantuchová /  Martina Hingisová
- Petra Kvitová /  Tamira Paszeková]

## Přehled finále

### Ženská dvouhra
- Samantha Stosurová vs.  Viktoria Azarenková, 6–2, 6–3

### Ženská čtyřhra
- Raquel Kopsová-Jonesová /  Abigail Spearsová vs.  Čan Chao-čching /  Janette Husárová, 6-4, 6–1